# خطبة الأشباح
خطبة الأشباح من خطب الإمامِ علي بن أبي طالب، وهي الخطبة 91 من خطب نهج البلاغة، التي تُعد من جلائل الخطب، يرويها مَسعَدةُ بن صَدقَة عن الإمام جعفر الصادق.

## رواية خطبة الأشباح
روى مَـسـعَدةُ بن صَدقَة عن جعفر بن محمد الصادق أنه قال: «خطب أمير المؤمنين بهذه الخطبة على منبر الكوفة، وذلك أن رجلاً أتاه فقال له : يا أمير المؤمنين صف لـنـا ربنا مثلما نراه عَيانا لنزداد له حبا، وبه معرفة، فغضب ونادى: الصلاة جامعة فاجتمع الناس حـتـى غص المسجد بأهله، فصعد المنبر وهو مغضب متغير اللون، فحمٍد اللّه واثنى عليه وصلى على النبي ثم قال:».

## المراد من الأشباح
معنى الأشباح هو الأشخاص.و قد ذكر أن المراد من الأشباح في الخطبة هنا هم الملائكة، وذلك لتضمن الخطبة الكلام حول الملائكة.

## سبب تسمية الخطبة
- يذهب البعض إلى أن سبب تسمية الخطبة بالأشباح لتضمنها الكلام حول الملائكة بدون ورود نفس المفردة في الخطبة.
- بينما يرى البعض أن مفردة الأشباح قد ذكرت في عبارة من عبارات الخطبة، والتي أسقطها الرضي لكونه في جمعه لخطب نهج البلاغة كان يختار قطوف من الخطبة ولا يذكرها كاملة، والعبارة كما أوردها الصدوق في الخطبة في كتابه التوحيد: (وكيف يوصف بالأشباح وينعت بالألسن الفصاح).
- أن أحد معاني الشبح هو الطول والامتداد، كما يورد ذلك ابن فارس في مقاييس اللغة في معنى مفردة (الشبح): قائلاً: أصل صحيح يدل على امتداد الشيء في عِرَض، من ذلك الشبح، وهو الشخص، سمي بذلك لأن فيه امتداداً وعِرَضاً.[6] فسميت الخطبة بذلك لطولها.[7]

## مواضيع خطبة الأشباح
- وصف الله تعالى
- صفاته تعالى في القرآن
- صفة السماء
- صفة الملائكة
- صفة الأرض ودحوها على الماء
- الدعاء (الختام)

## نص الخطبة
بِسْمِ اللَّهِ الْرَحْمنِ الْرَّحيِم
اَلْحَمْدُ للَّهِ الَّذي لاَ يَفِرُهُ الْمَنْعُ وَالْجُمُودُ، وَلاَ يُكْديهِ الإِعْطَاءُ وَالْجُودُ، إِذْ كُلُّ مُعْطٍ مُنْتَقَصٌ سِوَاهُ، وَكُلُّ مَانِعٍ مَذْمُومٌ مَا خَلاَهُ، وَهُوَ الْمَنَّانُ بِفَوَائِدِ النِّعَمِ، وَعَوَائِدِ الْمَزيدِ وَالْقِسَمِ.
عِيَالُهُ الْخَلاَئِقُ، بِجُودِهِ ضَمِنَ أَرْزَاقَهُمْ، وَقَدَّرَ أَقْوَاتَهُمْ، وَنَهَجَ سَبيلَ الرَّاغِبينَ إِلَيْهِ، وَالطَّالِبينَ مَا لَدَيْهِ، وَلَيْسَ بِمَا سُئِلَ بِأَجْوَدَ مِنْهُ بِمَا لَمْ يُسْأَلْ، الأَوَّلُ الَّذي لَيْسَ لَهُ قَبْلٌ فَيَكُونَ شَيءٌ قَبْلَهُ، وَالآخِرُ الَّذي لَيْسَ لَهُ بَعْدٌ فَيَكُونَ شَيءٌ بَعْدَهُ، والرَّادِعُ أَنَاسِيَّ الأَبْصَارِ عَنْ أَنْ تَنَالَهُ أَوْ تُدْرِكَهُ.
مَا اخْتَلَفَ عَلَيْهِ دَهْرٌ فَتَخْتَلِفَ مِنْهُ الْحَالُ، وَلاَ كَانَ في مَكَانٍ فَيَجُوزَ عَلَيْهِ الاِنْتِقَالُ، وَلَوْ وَهَبَ مَا تَنَفَّسَتْ عَنْهُ مَعَادِنُ الْجِبَالِ، وَضَحِكَتْ عَنْهُ أَصْدَافُ الْبِحَارِ، مِنْ فِلَزِ اللُّجَيْنِ، وَسَبَائِكِ الْعِقْيَانِ، وَنُثَارَةِ الدُّرِّ، وَحَصيدِ الْمَرْجَانِ، لِبَعْضِ عَبيدِهِ، مَا أَثَّرَ ذَلِكَ في جُودِهِ، وَلاَ أَنْفَدَ سَعَةَ مَا عِنْدَهُ، وَلَكَانَ عِنْدَهُ مِنْ ذَخَائِرِ الإِنْعَامِ مَا لاَ تَخْطُرُ لِكَثْرَتِهِ عَلى بَالٍ، وَلاَ تُنْفِدُهُ مَطَالِبُ الأَنَام ؛ لأَنَّهُ الْجَوَادُ الَّذي لاَ يَغيضُهُ سُؤَالُ السَّائِلينَ، وَلاَ يُبَخِّلُهُ إِلْحَاحُ الْمُلِحّينَ، وَإِنَّمَا أَمْرُهُ إِذَا أَرَادَ شَيْئاً أَنْ يَقُولَ لَهُ كُنْ فَيَكُونُ، فَمَا ظَنُّكُمْ بِمَنْ هُوَ هكَذَا وَلاَ هكَذَا غَيْرُهُ، سُبْحَانَهُ وَ بِحَمْدِهِ.
أَيُّهَا السَّائِلُ، اعْقَلْ عَنّي مَا سَأَلْتَنِي عَنْهُ، وَلاَ تَسْأَلَنَّ أَحَداً عَنْهُ بَعْدي، فَإِنّي أَكْفيكَ مَؤُونَةَ الطَّلَبِ، وَشِدَّةَ التَّعَمُّقِ فِي الْمَذْهَبِ، وَكَيْفَ يُوصَفُ الَّذي سَأَلْتَنِي عَنْهُ، وَهُوَ الَّذي عَجَزَتِ الْمَلاَئِكَةُ، عَلى قُرْبِهِمْ مِنْ كُرْسِيِّ كَرَامَتِهِ، وَطُولِ وَلَهِهِمْ إِلَيْهِ، وَتَعْظيمِ جَلاَلِ عِزَّتِهِ، وَقُرْبِهِمْ مِنْ غَيْبِ مَلَكُوتِهِ، أَنْ يَعْلَمُوا مِنْ عِلْمِهِ إِلاَّ مَا عَلَّمَهُمْ، وَهُوَ مِنْ مَلَكُوتِ الْقُدْسِ بِحَيْثُ هُمْ مِنْ مَعْرِفَتِهِ عَلى مَا فَطَرَهُمْ عَلَيْهِ، فَقَالُوا : سُبْحَانَكَ لاَ عِلْمَ لَنَا إِلاَّ مَا عَلَّمْتَنَا إِنَّكَ أَنْتَ الْعَليمُ الْحَكيمُ.
بَلْ إِنْ كُنْتَ صَادِقاً، أَيُّهَا الْمُتَكَلِّفُ لِوَصْفِ رَبِّكَ الرَّحْمنِ بِخِلافِ التَّنْزيلِ وَالْبُرْهَانِ، فَصِفْ جِبْريلَ وَميكَائيلَ، وَجُنُودَ الْمَلاَئِكَةِ الْمُقَرَّبينَ، في حُجُرَاتِ الْقُدْسِ مُرْجَحِنّينَ، مُتَوَلِّهَةً عُقُولُهُمْ أَنْ يَحُدُّوا أَحْسَنَ الْخَالِقينَ.
وَمَلَكُ الْمَوْتِ هَلْ تُحِسُّ بِهِ إِذَا دَخَلَ مَنْزِلاً ؟ أَمْ هَلُ تَرَاهُ إِذَا تَوَفَّى أَحَداً ؟ بَلْ كَيْفَ يَتَوَفَّى الْجَنينَ في بَطْنِ أُمِّهِ ؟ أَيَلِجُ عَلَيْهِ مِنْ بَعْضِ جَوَارِحِهَا ؟ أَمِ الرُّوحُ أَجَابَتْهُ بِإِذْنِ رَبِّهَا ؟ أَمْ هُوَ سَاكِنٌ مَعَهُ في أَحْشَائِهَا ؟ كَيْفَ يَصِفُ إِلهَهُ مَنْ يَعْجَزُ عَنْ صِفَةِ مَخْلُوقٍ مِثْلِهِ ؟
فَإِنَّمَا يُدْرَكُ بِالصِّفَاتِ ذَوُو الْهَيَئَاتِ وَالأَدَوَاتِ، وَمَنْ يَنْقَضي إِذَا بَلَغَ أَمَدَ حَدِّهِ بِالْفَنَاءِ، فَلاَ إِلهَ إِلاَّ هُوَ، أَضَاءَ بِنُورِهِ كُلَّ ظَلاَمٍ، وَأَظْلَمَ بِظُلْمَتِهِ كُلَّ نُورٍ.
فَانْظُرْ، أَيُّهَا السَّائِلُ، فَمَا دَلَّكَ الْقُرْآنُ عَلَيْهِ مِنْ صِفَتِهِ، وَتَقَدَّمَكَ فيهِ الرُّسُلُ، فَاتَّبِعْهُ لِيُوصِلَ بَيْنَكَ وَبَيْنَ مَعْرِفَتِهِ، فَإِنَّمَا هُوَ نِعْمَةٌ وَحِكْمَةٌ أُوتيتَهُمَا، فَخُذْ مَا أُوتيتَ وَكُنْ مِنَ الشَّاكِرينَ، وَائْتَمَّ بِه، وَاسْتَضِئْ بِنُورِ هِدَايَتِهِ.
وَمَا كَلَّفَكَ الشَّيْطَانُ عِلْمَهُ مِمَّا لَيْسَ فِي الْكِتَابِ عَلَيْكَ فَرْضُهُ، وَلاَ في سُنَّةِ النَّبِيِّ صَلَّى اللَّهُ عَلَيْهِ وَآلِهِ وَسَلَّمَ وَأَئِمَّةِ الْهُدى أَثَرُهُ، فَكِلْ عِلْمَهُ إِلَى اللَّهِ سُبْحَانَهُ، فَإِنَّ ذَلِكَ مُنْتَهى حَقِّ اللَّهِ عَلَيْكَ.
وَاعْلَمْ، أَيُّهَا السَّائِلُ، أَنَّ الرَّاسِخينَ فِي الْعِلْمِ هُمُ الَّذينَ أَغْنَاهُمْ عَنِ اقْتِحَامِ السُّدَدِ الْمَضْرُوبَةِ دُونَ الْغُيُوبِ، الإقْرَارُ بِجُمْلَةِ مَا جَهِلُوا تَفْسيرَهُ مِنَ الْغَيْبِ الْمَحْجُوبِ، فَقَالُوا : آمَنَّا بِهِ كُلٌّ مِنْ عِنْدِ رَبِّنَا، فَمَدَحَ اللَّهُ سُبْحَانَهُ وَتَعَالَى اعْتِرَافَهُمْ بِالْعَجْزِ عَنْ تَنَاوُلِ مَا لَمْ يُحيطُوا بِهِ عِلْماً، وَسَمَّى تَرْكَهُمُ التَّعَمُّقَ فيمَا لَمْ يُكَلِّفْهُمُ الْبَحْثُ عَنْ كُنْهِهِ رُسُوخاً، فَاقْتَصِرْ عَلى ذلِكَ، وَلاَ تُقَدِّرْ عَظَمَةَ اللَّهِ سُبْحَانَهُ عَلى قَدْرِ عَقْلِكَ، فَتَكُونَ مِنَ الْهَالِكِينَ.
هُوَ الْقَادِرُ الَّذي إِذَا ارْتَمَتِ الأَوْهَامُ لِتُدْرِكَ مُنْقَطَعَ قُدْرَتِهِ، وَحَاوَلَ الْفِكْرُ الْمُبَرَّأُ مِنْ خَطَرِ الْوَسَاوِسِ، أَنْ يَقَعَ عَلَيْهِ في عَميقَاتِ غُيُوبِ مَلَكُوتِهِ، وَتَوَلَّهَتِ الْقُلُوبُ إِلَيْهِ لِتَجْرِيَ في كَيْفِيَّةِ صِفَاتِهِ، وَغَمَضَتْ مَدَاخِلُ الْعُقُولِ في حَيْثُ لاَ تَبْلُغُهُ الصِّفَاتُ لِتَنَالَ عِلْمَ ذَاتِهِ، رَدَعَهَا وَهِيَ تَجُوبُ مَهَاوِيَ سُدَفِ الْغُيُوبِ، مُتَخَلِّصَةً إِلَيْهِ سُبْحَانَهُ.
فَرَجَعَتْ، إِذْ جُبِهَتْ، خَاسِئَةً، مُعْتَرِفَةً بِأَنَّهُ لاَ يُنَالُ بِجَوْرِ الاعتسافِ كُنْهُ مَعْرِفَتِهِ، وَلاَ تَخْطُرُ بِبَالِ أُولِي الرَّوِيَّاتِ خَاطِرَةٌ مِنْ تَقْديرِ جَلاَلِ عِزَّتَهِ، لِبُعْدِهِ مِنْ أَنْ يَكُونَ في قُوَى الْمَحْدُودينَ، وَلأَنَّهُ خِلاَفُ خَلْقِهِ فَلاَ شَبَهَ لَهُ مِنَ الْمَخْلُوقينَ، وَإِنَّمَا يُشَبَّهُ الشَّيءُ بِعَديلِهِ، فَأَمَّا مَا لاَ عَديلَ لَهُ فَكَيْفَ يُشَبَّهُ بِغَيْرِ مِثَالِهِ ؟
وَهُوَ الْبَديءُ الَّذي لَمْ يَكُنْ شَيءٌ قَبْلَهُ، وَالآخِرُ الَّذي لَيْسَ شَيءٌ بَعْدَهُ، لاَ تَنَالُهُ الأَبْصَارُ في مَجْدِ جَبَرُوتِهِ، إِذْ حَجَبَهَا بِحُجُبٍ لاَ تُنْفَذُ في تُخْنِ كَثَافَتِهِ، وَلاَ تَخْرُقُ إِلى ذِي الْعَرْشِ مَتَانَةُ خَصَائِصِ سِتْرَاتِهِ، اَلَّذي تَصَاغَرَتْ عِزَّةُ الْمُتَجَبِّرينَ دُونَ جَلاَلِ عَظَمَتِهِ، وَخَضَعَتْ لَهُ الرِّقَابُ وَعَنَتْ لَهُ الْوُجُوهُ مِنْ مَخَافَتِهِ.
وَاعْلَمْ أَنَّ اللَّهَ، سُبْحَانَهُ وَبِحَمْدِهِ، لَمْ يَحْدُثْ فَيُمْكِنَ فيهِ التَّغَيُّرُ وَالاِنْتِقَالُ، وَلَمْ تَتَصَرَّفْ في ذَاتِهِ كُرُورُ الأَحْوَالِ، وَلَمْ يَخْتَلِفْ عَلَيْهِ عَقْبُ الأَيَّامِ وَاللَّيَالي، اَلَّذِي ابْتَدَعَ الْخَلْقَ عَلى غَيْرِ مِثَالٍ امْتَثَلَهُ، وَلاَ مِقْدَارٍ احْتَدى عَلَيْهِ مِنْ خَالِقٍ مَعْبُودٍ كَانَ قَبْلَهُ، وَأَرَانَا مِنْ مَلَكُوتِ قُدْرَتِهِ، وَعَجَائِبِ مَا نَطَقَتْ بِهِ آثَارُ حِكْمَتِهِ، وَاعْتِرَافِ الْحَاجَةِ مِنَ الْخَلْقِ إِلى أَنْ يُقيمَهَا بِمِسَاكِ قُوَّتِهِ، مَا دَلَّنَا بِاضْطِرَارِ قِيَامِ الْحُجَّةِ لَهُ عَلى مَعْرِفَتِهِ.
لاَ تُحيطُ بِهِ الصِّفَاتُ فَيَكُونُ بِإِدْرَاكِهَا إِيَّاهُ بِالْحُدُودِ مُتَنَاهِياً، وَمَا زَالَ، إِذْ هُوَ اللَّهُ الَّذي لَيْسَ كَمِثْلِهِ شَيءٌ، عَنْ صِفَةِ الْمَخْلُوقينَ مُتَعَالِياً، وَانْحَسَرَتِ الْعُيُونُ عَنْ أَنْ تَنَالَهُ فَيَكُونَ بِالْعَيَانِ مَوْصُوفاً، وَبِالذَّاتِ الَّتي لاَ يَعْلَمُهَا إِلاَّ هُوَ عِنْدَ خَلْقِهِ مَعْرُوفاً، وَفَاتَ لِعُلُوِّهِ عَنِ الأَشْيَاءِ مَوَاقِعَ وَهْمِ الْمُتَوَهِّمينَ، وَارْتَفَعَ عَنْ أَنْ تَحْوِيَ كُنْهَ عَظَمَتِهِ فَهَاهَةُ رَوِيَّاتِ الْمُتَفَكِّرينَ، فَلَيْسَ لَهُ مِثْلٌ فَيَكُونُ مَا يَخْلُقُ مُشَبَّهاً بِهِ، وَمَا زَالَ عِنْدَ أَهْلِ الْمَعْرِفَةِ بِهِ عَنِ الأَشْبَاهِ وَالأَنْدَادِ مُنَزَّهاً.
وَظَهَرَتْ فِي الْبَدَائِعِ الَّتي أَحْدَثَهَا آثَارُ صَنْعَتِهِ، وَأَعْلاَمُ حِكْمَتِهِ، فَصَارَ كُلُّ مَا خَلَقَ حُجَّةً لَهُ، وَدَليلاً عَلَيْهِ، وَإِنْ كَانَ خَلْقَاً صَامِتاً فَحُجَّتُهُ بِالتَّدْبيرِ نَاطِقَةٌ، وَدَلاَلَتُهُ عَلَى الْمُبْدِعِ قَائِمَةٌ.
فَأَشْهَدُ أَنَّ مَنْ شَبَّهَكَ بِتَبَايُنِ أَعْضَاءِ خَلْقِكَ، وَتَلاَحُمِ حِقَاقِ مَفَاصِلِهِمُ الْمُحْتَجِبَةِ لِتَدْبيرِ حِكْمَتِكَ، لَمْ يَعْقِدْ غَيْبَ ضَميرِهِ عَلى مَعْرِفَتِكَ، وَلَمْ يُبَاشِرْ قَلْبَهُ الْيَقينُ بِأَنَّهُ لاَ نِدَّ لَكَ، وَكَأَنَّهُ لَمْ يَسْمَعْ تَبَرُّأَ التَّابِعينَ مِنَ الْمَتْبُوعينَ، إِذْ يَقُولُونَ : تَاللَّهِ إِنْ كُنَّا لَفي ضَلاَلٍ مُبينٍ إِذْ نُسَوّيكُمْ بِرَبِّ الْعَالَمينَ، كَذَبَ الْعَادِلُونَ بِكَ، إِذْ شَبَّهُوكَ بِأَصْنَامِهِمْ، وَنَحَلُوكَ حِلْيَةَ الْمَخْلُوقينَ بِأَوْهَامِهِمْ، وَجَزَّأُوكَ تَجْزِئَةَ الْمُجَسَّمَاتِ بِتَقْديرٍ مُنْتَجٍ مِنْ خَوَاطِرِهِمْ، وَقَدَّرُوكَ عَلَى الْخِلْقَةِ الْمُخْتَلِفَةِ الْقُوى بِقَرَائِحِ عُقُولِهِمْ.
وَكَيْفَ يَكُونُ مَنْ لاَ يُقْدَرُ قَدْرُهُ مُقَدَّراً في رَوِيَّاتِ الأَوْهَامِ، وَقَدْ ضَلَّتْ في إِدْرَاكِ كُنْهِهِ هَوَاجِسُ الأَحْلاَمِ، لأَنَّهُ أَجَلُّ مِنْ أَنْ تَحُدَّهُ أَلْبَابُ الْبَشَرِ بِتَفْكيرٍ، أَوْ تُحيطَ بِهِ الْمَلاَئِكَةُ عَلى قُرْبِهِمْ مِنْ مَلَكُوتِ عِزَّتِهِ بِتَقْدِيرٍ، وَهُوَ أَعْلى مِنْ أَنْ يَكُونَ لَهُ كُفْوٌ فَيُشَبَّهَ بِنَظيرٍ.
وَأَشْهَدُ أَنَّ مَنْ سَاوَاكَ، رَبَّنَا، بِشَيءٍ مِنْ خَلْقِكَ فَقَدْ عَدَلَ بِكَ، وَالْعَادِلُ كَافِرٌ بِمَا تَنَزَّلَتْ بِهِ مُحْكَمَاتُ آيَاتِكَ، وَنَطَقَتْ عَنْهُ شَوَاهِدُ حُجَجِ بَيِّنَاتِكَ، فَإِنَّكَ أَنْتَ اللَّهُ الَّذي لَمْ تَتَنَاهَ فِي الْعُقُولِ فَتَكُونَ في مَهَبِّ فِكْرِهَا مُكَيَّفاً، وَلاَ في رَوِيَّاتِ خَوَاطِرِهَا فَتَكُونَ مَحْدُوداً مُصَرَّفاً.
فَسُبْحَانَهُ وَتَعَإلى عَنْ جَهْلِ الْمَخْلُوقينَ، وَسُبْحَانَهُ وَتَعَإلى عَنْ إِفْكِ الْجَاهِلينَ، فَأَيْنَ يُتَاهُ بِأَحَدِكُمْ، وَأَيْنَ يُدْرِكُ مَا لاَ يُدْرَكُ ؟ واللَّهُ الْمُسْتَعَانُ.
قَدَّرَ مَا خَلَقَ فَأَحْكَمَ تَقْديرَهُ، وَدَبَّرَهُ فَأَلْطَفَ تَدْبيرَهُ، وَوَجَّهَهُ لِوِجْهَتِهِ فَلَمْ يَتَعَدَّ حُدُودَ مَنْزِلَتِهِ، وَلَمْ يَقْصُرْ دُونَ الاِنْتِهَاءِ إِلى غَايَتِهِ، وَلَمْ يَسْتَصْعِبْ إِذْ أُمِرَ بِالْمُضِيِّ عَلى إِرَادَتِهِ، فَكَيْفَ وَإِنَّمَا صَدَرَتِ الأُمُورُ عَنْ مَشيءَتِهِ.
هُوَ الْمُنْشِئُ أَصْنَافَ الأَشْيَاءِ بِلاَ رَوِيَّةِ فِكْرٍ آلَ إِلَيْهَا، وَلاَ قَريحَةِ غَريزَةٍ أَضْمَرَ عَلَيْهَا، وَلاَ تَجْرِبَةٍ أَفَادَهَا مِنْ حَوَادِثِ الدُّهُورِ، وَلاَ شَريكٍ أَعَانَهُ عَلَى ابْتِدَاعِ عَجَائِبِ الأُمُورِ، وَلاَ مُعَانَاةٍ لِلُغُوبٍ مَسَّهُ، وَلاَ مُكَاءَدَةٍ لِمُخَالِفٍ عَلى أَمْرِهِ، فَتَمَّ خَلْقُهُ، وَأَذْعَنَ لِطَاعَتِهِ، وَأَجَابَ إِلى دَعْوَتِهِ، وَوَافَى الْوَقْتَ الَّذي أَخْرَجَهُ إِلَيْهِ إِجَابَةً، لَمْ يَعْتَرِضْ دُونَهُ رَيْثُ الْمُبْطِئِ، وَلاَ أَنَاةُ الْمُتَلَكِّئِ.
فَأَقَامَ مِنَ الأَشْيَاءِ أَوَدَهَا، وَنَهَجَ مَعَالِمَ حُدُودِهَا، وَلاَءَمَ بِقُدْرَتِهِ بَيْنَ مُتَضَادِّهَا، وَوَصَلَ أَسْبَابَ قَرَائِنِهَا، وَخَالَفَ بَيْنَ أَلْوَانِهَا، وَفَرَّقَهَا أَجْنَاساً مُخْتَلِفَاتٍ فِي الْحُدُودِ وَالأَقْدَارِ، وَالْغَرَائِزِ وَالْهَيَئَاتِ، بَدَايَا خَلاَئِقَ أَحْكَمَ صُنْعَهَا، وَفَطَرَهَا عَلى مَا أَرَادَ وَابْتَدَعَهَا.
إِنْتَظَمَ عِلْمُهُ صُنُوفَ ذَرْئِهَا، وَأَدْرَكَ تَدْبيرُهُ حُسْنَ تَقْديرِهَا، وَنَظَّمَ بِلاَ تَعْليقٍ رَهَوَاتِ فُرَجِهَا، وَلاَحَمَ صُدُوعَ انْفِرَاجِهَا، وَوَشَّجَ بَيْنَهَا وَبَيْنَ أَزْوَاجِهَا، وَذَلَّلَ لِلْهَابِطينَ بِأَمْرِهِ وَالصَّاعِدينَ بِأَعْمَالِ خَلْقِهِ حُزُونَةَ مِعْرَاجِهَا، وَنَادَاهَا بَعْدَ إِذْ هِيَ دُخَانٌ مُبينٌ، فَالْتَحَمَتْ عُرى أَشْرَاجِهَا، وَفَتَقَ بَعْدَ الاِرْتِتَاقِ صَوَامِتَ أَبْوَابِهَا، وَأَقَامَ رَصَداً مِنَ الشُّهُبِ الثَّوَاقِبِ عَلى نِقَابِهَا، وَأَمْسَكَهَا مِنْ أَنْ تَمُورَ في خَرْقِ الْهَوَاءِ بِأَيْدِهِ، وأَمَرَهَا أَنْ تَقِفَ مُسْتَسْلِمَةً لأَمْرِهِ....
أَيُّهَا النَّاسُ، وَفيكُمْ مَنْ يَخْلُفُ مِنْ نَبِيِّكُمْ صَلَّى اللَّهُ عَلَيْهِ وَآلِهِ مَا إِنْ تَمَسَّكْتُمْ بِهِمْ لَنْ تَضِلُّوا، وَهُمُ الدُّعَاةُ، وَبِهِمُ النَّجَاةُ، وَهُمْ أَرْكَانُ الأَرْضِ، وَهُمُ النُّجُومُ بِهِمْ يُسْتَضَاءُ، مِنْ شَجَرَةٍ طَابَ فَرْعُهَا، وَزَيْتُونَةٍ بُورِكَ أَصْلُهَا، مِنْ خَيْرِ مُسْتَقَرٍّ إِلى خَيْرِ مُسْتَوْدَعٍ، مِنْ مُبَارَكٍ إِلى مُبَارَكٍ، صَفَتْ مِنَ الأَقْذَارِ وَالأَدْنَاسِ، وَمِنْ قَبيحِ مَا نَبَتَ عَلَيْهِ أَشْرَارُ النَّاسِ.
حَسَرَتْ عَنْ صِفَاتِهِمُ الأَلْسُنُ، وَقَصُرَتْ عَنْ بُلُوغِهِمُ الأَعْنَاقُ، وَبِالنَّاسِ إِلَيْهِمْ حَاجَةٌ، فَاخْلُفُوا رَسُولَ اللَّهِ صَلَّى اللَّهُ عَلَيْهِ وَآلِهِ فيهِمْ بِأَحْسَنِ الْخِلاَفَةِ، فَقَدْ أَخْبَرَكُمْ أَنَّهُمْ وَالْقُرْآنُ الثَّقَلاَنِ، وَأَنَّهُمَا لَنْ يَفْتَرِقَا حَتَّى يَرِدَا عَلَيَّ الْحَوْضَ، فَالْزَمُوهُمْ تَهْتَدُوا وَتَرْشُدُوا، وَلاَ تَتَفَرَّقُوا عَنْهُمْ وَلاَ تَتْرُكُوهُمْ فَتَفَرَّقُوا وَتَمْرُقُوا.
اَللَّهُمَّ أَنْتَ أَهْلُ الْوَصْفِ الْجَميلِ، وَالتِّعْدَادِ الْكَثيرِ، إِنْ تُؤَمَّلْ فَخَيْرُ مَأْمُولٍ، وَإِنْ تُرْجَ فَأَكْرَمُ مَرْجُوٍّ.
اَللَّهُمَّ وَقَدْ بَسَطْتَ لي فيمَا لاَ أَمْدَحُ بِهِ غَيْرَكَ، وَلاَ أُثْني بِهِ عَلى أَحَدٍ سِوَاكَ، وَلاَ أُوَجِّهُهُ إِلى مَعَادِنِ الْخَيْبَةِ وَمَوَاضِعِ الرّيبَةِ، وَعَدَلْتَ بِلِسَاني عَنْ مَدَائِحِ الآدَمِيّينَ، وَالثَّنَاءِ عَلَى الْمَرْبُوبينَ الْمَخْلُوقينَ.
اَللَّهُمَّ وَلِكُلِّ مُثْنٍ عَلى مَنْ أَثْنى عَلَيْهِ مَثُوبَةٌ مِنْ جَزَاءٍ، أَوْ عَارِفَةٌ مِنْ عَطَاءٍ، وَقَدْ رَجَوْتُكَ دَليلاً عَلى ذَخَائِرِ الرَّحْمَةِ وَكُنُوزِ الْمَغْفِرَةِ.

اَللَّهُمَّ وَهذَا مَقَامُ مَنْ أَفْرَدَكَ بِالتَّوْحيدِ الَّذي هُوَ لَكَ، وَلَمْ يَرَ مُسْتَحِقّاً لِهذِهِ الْمَحَامِدِ وَالْمَمَادِحِ غَيْرَكَ، وَبِيَ فَاقَةٌ إِلَيْكَ لاَ يَجْبُرُ مَسْكَنَتَهَا إِلاَّ فَضْلُكَ، وَلاَ يَنْعَشُ مِنْ خَلَّتِهَا إِلاَّ مَنُّكَ وَجُودُكَ، فَهَبْ لَنَا في هذَا الْمَقَامِ رِضَاكَ، وَأَغْنِنَا عَنْ مَدِّ الأَيْدي إِلى سِوَاكَ، إِنَّكَ عَلى كُلِّ شَيءٍ قَديرٌ.

## ما قيل في الخطبة
قال ابن أبي الحديد في تعليقه على هذه الخطبة: «إذا جاء هذا الكلام الربانيّ، واللفظ القدسي، بطلت فصاحة العرب، وكانت نسبة الفصيح من كلامها إليه، نسبة التراب إلى النُّضار الخالص، ولو فرضنا أنّ العرب تقدِرُ على الألفاظ الفصيحة المناسبة، أو المقاربة لهذه الألفاظ، من أين لهم المادة التي عبرت هذه الألفاظ عنها؟ ومن أين تعرف الجاهلية بل الصحابة المعاصرون لرسول اللّه(صلى الله عليه وآله) هذه المعانى الغامضة السمائية، ليتهيأ لها التعبير عنها! أمّا الجاهلية فانّهم إنّما كانت تظهر فصاحتهم في صفة بعير أو فرس أو حمار وحش، أو ثورة فلاة، أو صفة جبال أو فلوات، ونحو ذلك. وأمّا الصحابة فالمذكورون منهم بفصاحة إنّما كان منتهى فصاحة أحدهم كلمات لا تتجاوز السطرين أو الثلاثة، إمّا في موعظة تتضمن ذكر الموت أو ذم الدنيا، أو ما يتعلق بحرب وقتال، من ترغيب أو ترهيب، فأمّا الكلام في الملائكة وصفاتها، وصورها وعباداتها، وتسبيحِها ومعرفتِها بخالقها وحبّها له، وَوَلهها إليه، وماجرى مجرى ذلك مما تضمنه هذا الفصل على طوله، فإنّه لم يكن معروفاً عندهم على هذا التفصيل، نعم ربما علموه جملة غير مقسّمة هذا التقسيم، ولا مرتّبة هذا الترتيب، بما سمعوه من ذكر الملائكة في القرآن العظيم، وأما من عنده علم من هذه المادة، كعبد الله بن سلام وأمية بن أبي الصلت وغيرهم، فلم تكن لهم هذه العبارة، ولا قَدَرُوا على هذه الفصاحة، فثبت أنّ هذه الأمور الدقيقة في مثل هذه العبارة الفصيحة، لم تحصل إلا لعليّ وحده، وأقسم أنّ هذا الكلام إذا تأمله اللبيب اقشعر جلده، ورجف قلبه، واستشعر عظمة اللّه العظيم في روعه وخلده، وهام نحوه وغلب الوجد عليه وكاد أن يخرج من مسكه شوقاً، وأن يفارق هيكله صبابة ووجداً».